# Bar Torino
El bar Torino va ser un establiment hosteler situat al passeig de Gràcia, 18 de Barcelona, creat el 1902 i desaparegut el 1911. Va destacar per la seva decoració d'estil modernista, dirigida per Ricard de Capmany i amb la col·laboració dels arquitectes Antoni Gaudí, Pere Falqués i Josep Puig i Cadafalch.

## Història i descripció

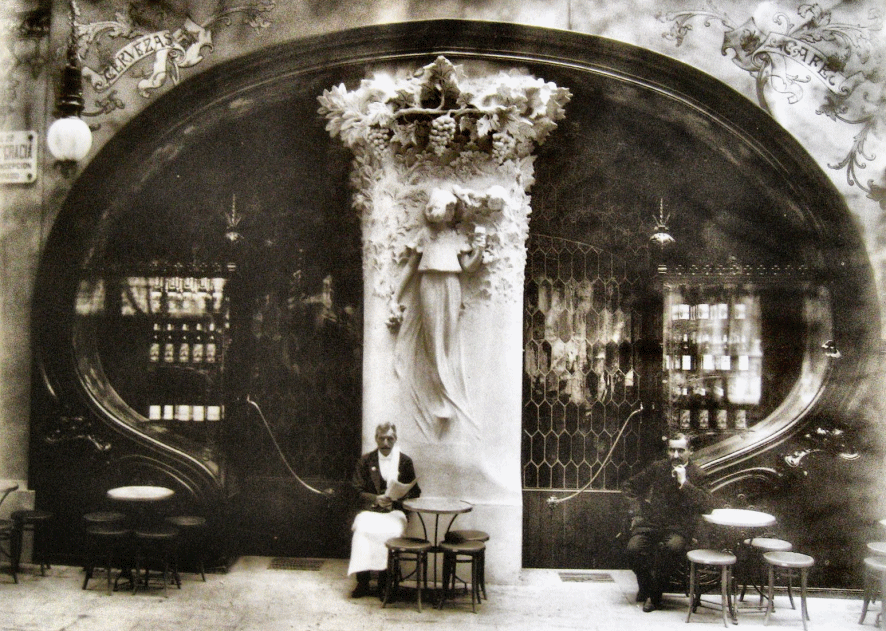
Entrada al bar

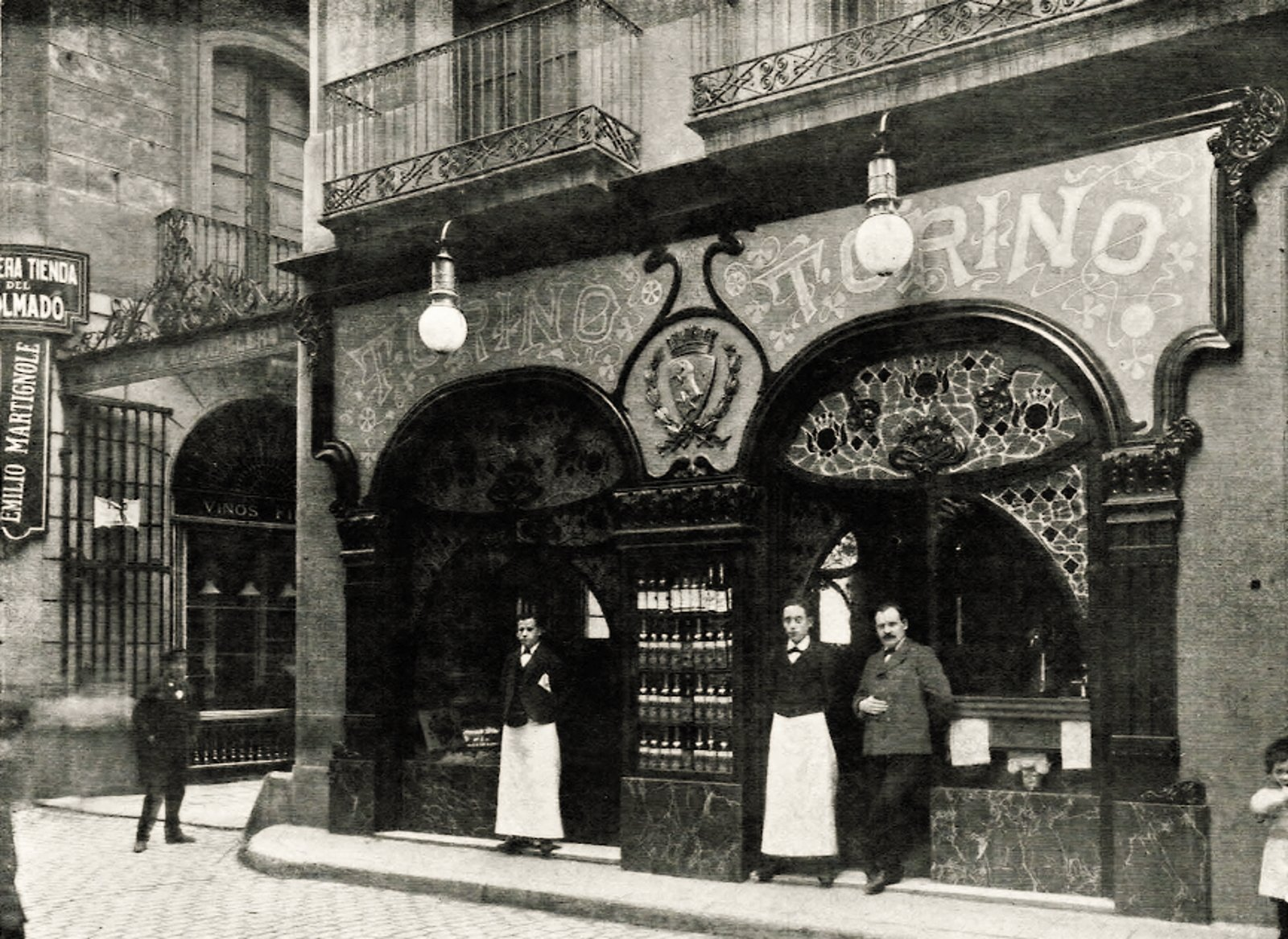
El Petit Torino i la reixa del passatge dels Escudellers

A començaments del segle xx, el torinès Flaminio Mezzalama es va establir a Barcelona, amb l'objectiu d'introduir-hi el vermut Martini & Rossi, un aperitiu alcohòlic aleshores molt estès per Itàlia. El Torino va ser inaugurat el 20 de setembre de 1902, i el 1903 va guanyar el Concurs d'Establiments Artístics convocat per l'Ajuntament de Barcelona. Uns mesos més tard, Mezzalama va obrir un altre local al carrer dels Escudellers, anomenat Petit Torino i també decorat per Ricard de Capmany.
Considerat com el bar més luxós de la ciutat, la seva decoració modernista va ser realitzada sota la direcció del pintor i decorador Ricard de Capmany, que va comptar amb la participació d'alguns dels millors arquitectes del moment: Antoni Gaudí, Pere Falqués i Josep Puig i Cadafalch, que se'n van encarregar del menjador, la marquesina i el sostre, respectivament. També va intervenir-hi el pintor Ricard Urgell, autor de dos plafons amb escenes de caça, a més d'uns frescs realitzats per Emili Saumell Llavallol i Francesc Garcia Escarré, així com un llarg elenc d'artistes i professionals: les vidrieres emplomades eren d'Antoni Bordalba, els bronzes i metalls d'Octavi Domènech, la foneria de Fills de Gaspar Quintana, els mosaics de la Società Musiva Veneziana, els llums de Fratelli Tosso, la fusteria d'A. Calonja i Fills, el mobiliari de Michael Thonet i els tapissos de Modest Urgell.
Gaudí va dissenyar l'ornamentació de l'anomenat Saló Àrab, confeccionada amb llosetes de cartró premsat i vernissat que imitaven rajoles i mosaics, fabricades per Hermenegild Miralles, un impressor i editor per al qual va construir el portal Miralles.
El local del passeig de Gràcia va tenir una existència efímera, ja que va tancar el 1911, i al seu lloc s'ubicà la Joieria Roca, que l'any 2009 va ser convertida en una botiga de la Joieria Tous.